# Зубар, Рональд
Рональд Реймонд Зубар (фр. Ronald Raymond Zubar; 20 сентября 1985, Лез-Абим, Гваделупа) — французский и гваделупский футболист, выступавший на позиции защитника.

## Биография

### Клубная карьера
Зубар начал заниматься футболом в команде «Авени де Сен-Роз» на Гваделупе. Специалисты клуба «Ред Стар де Пуэнт-а-Питр» заметили его и взяли к себе в 1999 году. Они сообщили о нём «Кану», своему клубу-партнёру в континентальной Франции, который просмотрел игрока и привёз его в Европу в 2000 году. В составе команды «Кана» до 19 лет он занял второе место в Кубке Гамбарделлы 2000/01.
В первой команде «Кана» Зубар дебютировал в матче Лиги 2 против «Лорьяна» 8 марта 2003 года. Первый гол в своей профессиональной карьере он забил в матче против «Амьена» 30 ноября 2003 года. Попеременно играя то центральным защитником, то полузащитником, помог своей команде завоевать повышение в Лигу 1 в сезоне 2003/04. Первый матч в своей карьере в Лиге 1 сыграл 14 августа 2004 года против ПСЖ. 14 мая 2004 года забил свой первый гол в Лиге 1 в матче против «Сент-Этьена». Вместе с командой дошёл до финала Кубка французской лиги 2004/05. После сезона 2004/05, несмотря на понижение в классе, решил остаться в «Кане», чтобы помочь клубу вернуться в высший дивизион. Играя на позиции оборонительного полузащитника, Зубар стал капитаном команды в возрасте 20 лет. Несмотря на то, что «Кан» не смог добиться повышения в классе в сезоне 2005/06, он был включён в символическую сборную Лиги 2. Всего за «Кан» Зубар провёл 96 матчей, забив два гола.
После спекуляций по поводу его будущего в «Кане», когда его связывали с клубом английской Премьер-лиги «Арсенал» и соперниками по Лиге 1 — «Лионом» и «Бордо», Зубар 14 июня 2006 года перешёл в «Марсель» за нераскрытую сумму, подписав четырёхлетний контракт. За «Марсель» дебютировал 15 июля 2006 года в Кубке Интертото в матче против украинского «Днепра». Свой первый гол за «Марсель» забил 10 августа 2006 года в Кубке УЕФА в матче против швейцарского «Янг Бойза». 12 мая 2007 года в финале Кубка Франции, в котором «Марсель» уступил «Сошо», Зубар не смог реализовать свой удар в серии послематчевых пенальти, ставший решающим. В сезоне 2007/08 он был переведён в защиту, играя в различных матчах на позиции центрального и правого защитника вместо прежней роли полузащитника. В сезоне 2008/09 после нескольких дорогостоящих ошибок в обороне он оказался под давлением болельщиков. Зубар провёл в общей сложности 98 матчей за «Марсель», забив три гола.
4 июля 2009 года Зубар подписал четырёхлетний контракт с клубом английской Премьер-лиги «Вулверхэмптон Уондерерс», перейдя за нераскрытую сумму, которая, как считается, составила около 2,5 млн фунтов стерлингов. Пропустив начало сезона 2009/10 в связи с необходимостью адаптации из-за языкового барьера, он дебютировал за «Вулвз» в матче Кубка лиги против «Суиндон Таун» 25 августа 2009 года. В Премьер-лиге дебютировал 17 октября 2009 года в матче против «Эвертона». Свой первый гол за «Вулвз» забил 23 марта 2010 года в ворота «Вест Хэм Юнайтед». Зубар провёл 18 матчей за «Вулвз» в кампании 2010/11, но его сезон закончился на два месяца раньше срока после операции на спине. Эта травма не позволяла ему играть до ноября 2011 года, но вскоре после возвращения он получил ещё одну травму, повредив колено, и пропустил ещё несколько месяцев. Он играл в последние месяцы сезона — получил красную карточку в проигранном матче против «Манчестер Юнайтед» — который закончился выбыванием «Вулвз» в Чемпионшип.
В конце сезона Зубар заявил, что хочет остаться в «Вулвз», несмотря на понижение в классе, и был не прочь продлить контракт, до истечения которого оставался один год. Однако новый тренер Столе Сольбаккен редко использовал защитника и сказал, что согласен на его уход в январское трансферное окно. Хотя Сольбаккен вскоре был уволен, а сменивший его Дин Сондерс сразу же вернул Зубара в стартовый состав, он всё же покинул «Вулвз» в январе 2013 года, проведя за клуб 69 матчей (забив четыре гола).
30 января 2013 года «Вулверхэмптон Уондерерс» согласился досрочно отпустить Зубара, у которого летом заканчивался контракт, и он перешёл в клуб Лиги 1 «Аяччо», подписав с корсиканцами 18-месячный контракт. За корсиканцев дебютировал 9 февраля 2013 года в матче против «Бордо». 9 марта 2013 года в матче против «Лорьяна» забил свой первый гол после возвращения во Францию. 1 февраля 2014 года в матче против «Эвиана» получил травму и больше не играл в сезоне 2013/14, в котором «Аяччо» финишировал далеко внизу турнирной таблицы Лиги 1. Последовав за клубом в Лигу 2, в сезоне 2014/15 сыграл только восемь матчей до зимнего перерыва. Всего за «Аяччо» он провёл 38 матчей в Лиге 1 и Лиге 2, забив два гола.
27 января 2015 года Зубар подписал контракт с клубом MLS «Нью-Йорк Ред Буллз». Дебютировал за «Ред Буллз» 8 марта 2015 года в матче стартового тура сезона против «Спортинга Канзас-Сити». После нескольких месяцев отсутствия из-за травмы вернулся в строй 17 июня 2015 года, забив свой первый гол за «Ред Буллз» в матче против «Атланты Силвербэкс» в рамках Открытого кубка США. После ещё одного месяца отсутствия из-за травмы вернулся на поле 12 августа 2015 года, сыграв за «Нью-Йорк Ред Буллз II» в матче USL против «Шарлотт Индепенденс». 26 августа 2015 года в матче против «Чикаго Файр» забил свой первый гол в MLS. 24 июля 2016 года забил гол в дерби против «Нью-Йорк Сити». По окончании сезона 2016 «Нью-Йорк Ред Буллз» отклонил опцию продления контракта с Зубаром.
30 января 2017 года Зубар вернулся играть во Францию, подписав контракт с клубом «Ред Стар» из Лиги 2.

### Международная карьера
Зубар представлял Францию на уровнях сборных до 16, до 17, до 18 и до 21 года. В составе сборной Франции до 17 лет дошёл до финала чемпионата Европы 2002 среди юношей до 17 лет. Значился в заявке сборной Франции до 21 года на чемпионат Европы 2006 среди молодёжных команд, но из-за травмы бедра был заменён на Жан-Мишеля Бадьяна.
В 2014 году Зубар сыграл два матча за сборную Гваделупы.

### Личная жизнь
Его младший брат Стефан и двоюродный брат Клод Дьельна — также футболисты.

## Достижения
Командные
 «Нью-Йорк Ред Буллз»
- Победитель регулярного чемпионата MLS: 2015

Личные
- Член символической сборной Лиги 2: 2005/06

## Статистика выступлений
| Выступление                       | Выступление      | Выступление      | Лига | Лига | Кубок | Кубок | Кубок лиги | Кубок лиги | Континент | Континент | Прочие | Прочие | Итого | Итого |
| Клуб                              | Лига             | Сезон            | Игры | Голы | Игры  | Голы  | Игры       | Голы       | Игры      | Голы      | Игры   | Голы   | Игры  | Голы  |
| --------------------------------- | ---------------- | ---------------- | ---- | ---- | ----- | ----- | ---------- | ---------- | --------- | --------- | ------ | ------ | ----- | ----- |
| Кан                               | Лига 2           | 2002/03          | 7    | 0    | 0     | 0     | 0          | 0          | —         | —         | —      | —      | 7     | 0     |
| Кан                               | Лига 2           | 2003/04          | 25   | 1    | 3     | 0     | 0          | 0          | —         | —         | —      | —      | 28    | 1     |
| Кан                               | Лига 1           | 2004/05          | 34   | 1    | 1     | 0     | 4          | 0          | —         | —         | —      | —      | 39    | 1     |
| Кан                               | Лига 2           | 2005/06          | 31   | 0    | 1     | 1     | 2          | 0          | —         | —         | —      | —      | 34    | 1     |
| Кан                               | Итого            | Итого            | 97   | 2    | 5     | 1     | 6          | 0          | —         | —         | —      | —      | 108   | 3     |
| Марсель                           | Лига 1           | 2006/07          | 34   | 0    | 5     | 0     | 2          | 0          | 3         | 1         | —      | —      | 44    | 1     |
| Марсель                           | Лига 1           | 2007/08          | 21   | 1    | 2     | 0     | 1          | 0          | 3         | 0         | —      | —      | 27    | 1     |
| Марсель                           | Лига 1           | 2008/09          | 17   | 1    | 2     | 0     | 1          | 0          | 9         | 0         | —      | —      | 29    | 1     |
| Марсель                           | Итого            | Итого            | 72   | 2    | 9     | 0     | 4          | 0          | 15        | 1         | —      | —      | 100   | 3     |
| Вулверхэмптон Уондерерс           | Премьер-лига     | 2009/10          | 23   | 1    | 2     | 1     | 1          | 0          | —         | —         | —      | —      | 26    | 2     |
| Вулверхэмптон Уондерерс           | Премьер-лига     | 2010/11          | 15   | 1    | 2     | 0     | 1          | 0          | —         | —         | —      | —      | 18    | 1     |
| Вулверхэмптон Уондерерс           | Премьер-лига     | 2011/12          | 15   | 1    | 0     | 0     | 0          | 0          | —         | —         | —      | —      | 15    | 1     |
| Вулверхэмптон Уондерерс           | Чемпионшип       | 2012/13          | 8    | 0    | 0     | 0     | 2          | 0          | —         | —         | —      | —      | 10    | 0     |
| Вулверхэмптон Уондерерс           | Итого            | Итого            | 61   | 3    | 4     | 1     | 4          | 0          | —         | —         | —      | —      | 69    | 4     |
| Аяччо                             | Лига 1           | 2012/13          | 15   | 1    | —     | —     | —          | —          | —         | —         | —      | —      | 15    | 1     |
| Аяччо                             | Лига 1           | 2013/14          | 15   | 1    | 1     | 0     | 0          | 0          | —         | —         | —      | —      | 16    | 1     |
| Аяччо                             | Лига 2           | 2014/15          | 8    | 0    | 0     | 0     | 0          | 0          | —         | —         | —      | —      | 8     | 0     |
| Аяччо                             | Итого            | Итого            | 38   | 2    | 1     | 0     | 0          | 0          | —         | —         | —      | —      | 39    | 2     |
| Нью-Йорк Ред Буллз                | MLS              | 2015             | 12   | 1    | 1     | 1     | —          | —          | —         | —         | 4      | 0      | 17    | 2     |
| Нью-Йорк Ред Буллз                | MLS              | 2016             | 21   | 2    | 2     | 0     | —          | —          | 0         | 0         | 0      | 0      | 23    | 2     |
| Нью-Йорк Ред Буллз                | Итого            | Итого            | 33   | 3    | 3     | 1     | —          | —          | 0         | 0         | 4      | 0      | 40    | 4     |
| Нью-Йорк Ред Буллз II (фарм-клуб) | USL              | 2015             | 1    | 0    | —     | —     | —          | —          | —         | —         | —      | —      | 1     | 0     |
| Ред Стар                          | Лига 2           | 2016/17          | 0    | 0    | —     | —     | —          | —          | —         | —         | —      | —      | 0     | 0     |
| Всего за карьеру                  | Всего за карьеру | Всего за карьеру | 302  | 12   | 22    | 3     | 14         | 0          | 15        | 1         | 4      | 0      | 357   | 16    |